# Manantalidam
De Manantalidam is een dam met waterkrachtcentrale op de rivier de Bafing in Mali. De dam is gelegen in de regio van Kayes, 90 kilometer ten zuidoosten van Bafoulabé.
De Manantalidam wordt beheerd door de Organisation pour la mise en valeur du fleuve Sénégal (OMVS), waarin Senegal, Mauritanië en Mali zijn verenigd.
De bouw van de Manantalidam was in 1987 klaar. Er was echter geen geld meer voor de bouw van de waterkrachtcentrale en de transmissielijnen om de stroom naar de consument te brengen. In 1992 kwamen diverse donateurs, waaronder de Wereldbank, bij elkaar en zorgden voor het geld om het project af te maken. Er werden vijf francisturbines van elk 40 megawatt (MW) geplaatst waarmee het totaal opgesteld vermogen op 200 MW uitkwam. De dam produceerde de eerste elektriciteit in 2001.
De dam zorgt voor elektriciteitsproductie en de irrigatie van 255.000 hectare grond. De dam maakt de Senegal bevaarbaar tussen Saint-Louis (Senegal) en Ambidédi (Mali). Het stuwmeer voor de dam heeft een oppervlakte van 477 km2 en een capaciteit van 11,3 miljard m3 water. Het meer heeft 120 km2 bos verwoest en zo’n 12.000 mensen moesten verhuizen.
In tegenstelling tot zijn twee buren, Senegal en Mauritanië, beschikt Mali niet over veel geïrrigeerde gronden langs de Sénégal. Slechts enkele dorpen beschikken over geïrrigeerde gronden. Voor Mali vormt de elektriciteitsproductie de voornaamste reden.
De dam is controversieel vanwege de verplaatsing van verschillende lokale dorpen in het overstroomde gebied en de milieueffecten.